# Halecium marsupiale
Halecium marsupiale är en nässeldjursart som beskrevs av Bergh 1887. Halecium marsupiale ingår i släktet Halecium och familjen Haleciidae. Inga underarter finns listade i Catalogue of Life.